# Anacamptomyia obscurella
Anacamptomyia obscurella är en tvåvingeart som beskrevs av Louis-Paul Mesnil 1950. Anacamptomyia obscurella ingår i släktet Anacamptomyia och familjen parasitflugor. Inga underarter finns listade i Catalogue of Life.